# ラ・シャペル＝シュル＝エルドル
ラ・シャペル＝シュル＝エルドル （La Chapelle-sur-Erdre）は、フランス、ペイ・ド・ラ・ロワール地域圏、ロワール＝アトランティック県のコミューン。

## 地理

県におけるラ・シャペル＝シュル＝エルドルの位置

コミューンはナントの北3km、エルドル川、ジュヴル川、オクマール川とが合流する地点に位置する。INSEEがまとめた順位表によると、都市型コミューンであり、ナント都市単位を構成する24の郊外コミューンの1つである。
人口約17000人のうち、約1/3が20歳以下の若者である。ナントに潜在的に引き寄せられているため、人口は常に変化している。コミューンは都会の利便性と組み合わされ、生活環境が快適であると認識されている。

## 由来
地元で話されるオイル語の一つ、ガロ語ではLa Chapèll-sur-Èrdrという。

## 歴史
古代ガロ＝ローマ時代の遺跡である町では、古いローマ街道（サンティアゴ・デ・コンポステーラの巡礼路とエルドル川に向かう）沿いに多くの荘園や城が建設されていた。

## 人口統計
| 1962年 | 1968年 | 1975年 | 1982年 | 1990年 | 1999年 | 2006年 | 2012年 |
| ------ | ------ | ------ | ------ | ------ | ------ | ------ | ------ |
| 2525   | 2878   | 5858   | 12246  | 14830  | 16387  | 16660  | 17709  |

source=1999年までLdh/EHESS/Cassini、2004年以降INSEE

## 姉妹都市
- ビハヴァ、ポーランド
- ヤンカ、ルーマニア[5]